# Rineloricaria anhaguapitan
Rineloricaria anhaguapitan és una espècie de peix de la família dels loricàrids i de l'ordre dels siluriformes.

## Morfologia
Els mascles poden assolir els 12,7 cm de longitud total.

## Distribució geogràfica
Es troba al riu Uruguai al Brasil.